# ビュイック・ヴェリテ6
ビュイック・ヴェリテ6（Buick Velite 6 ）はビュイックが製造する電気自動車、またはプラグインハイブリッド車であり、中国専売車。

## 概要
ヴェリテ6は2016年にコンセプトカーが発表され（2004年のヴェリテ コンセプトとは異なる）、2018年4月に市販モデルが発表され、2019年の上海モーターショーで実車が展示された。最初は電気自動車のみが発売され、2020年7月にPHEVモデルが発売された。
ヴェリテ6には“エントリー”、“ミドル”、“ラグジュアリー”の3つのグレードがある。

## ヴェリテ6 プラス
ヴェリテ6 プラスは2019年6月に導入され、容量が52.5kWh、航続距離410kmのより大きなバッテリーを搭載しており、最高出力150PS（148hp;110kW）、最大トルク350Nm（258lb・ft）を発揮する。

## ヴェリテ6 EV（2022）

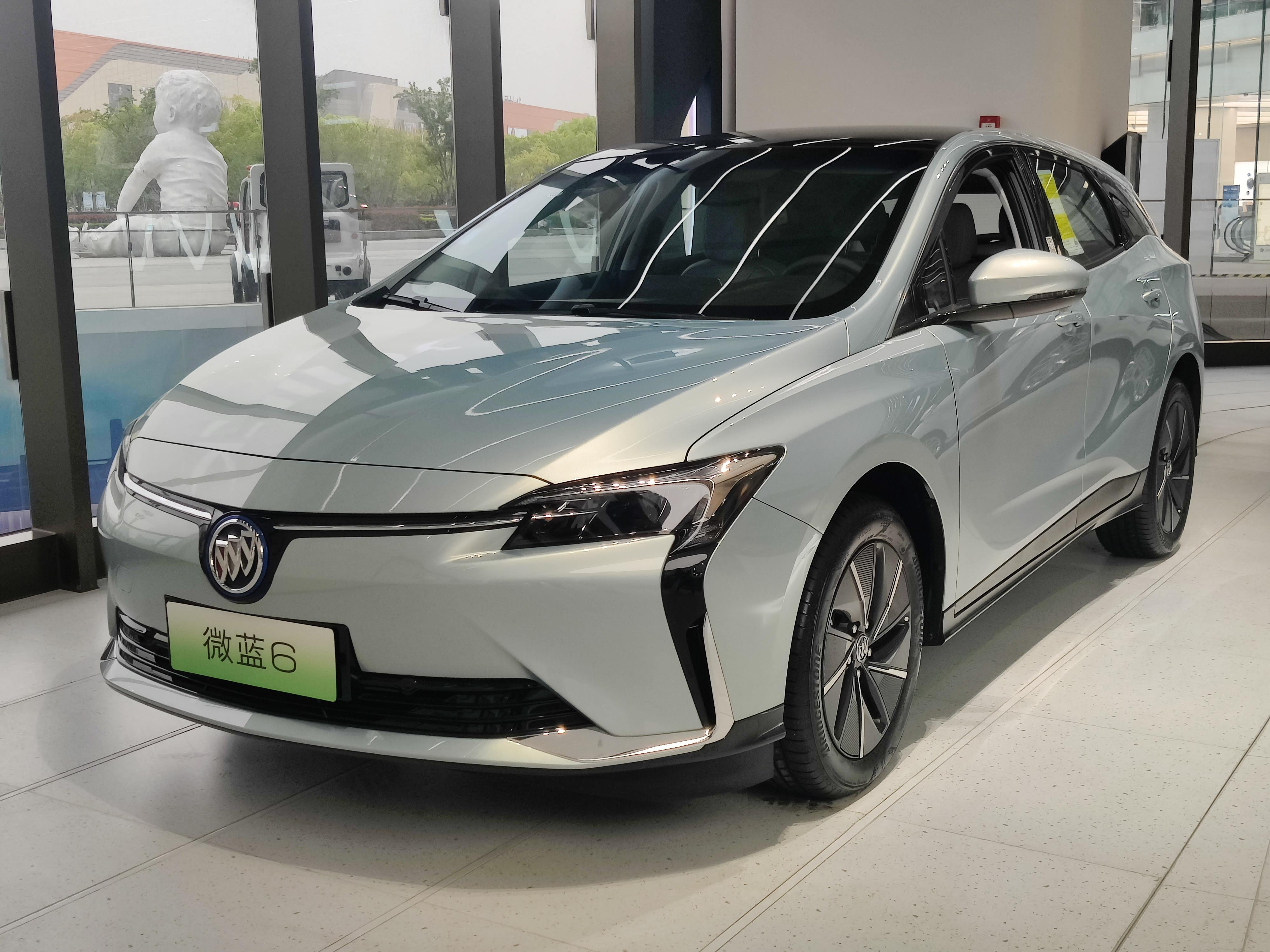
ヴェリテ6 EV

2021年11月、ビュイックはヴェリテ6のEVモデルの改良型を発表した。バッテリーの容量が61.1kWhに拡大され航続距離が518kmに伸びたほか、前後バンパーやホイールのデザインが変更された。

## ヴェリテ6 PHEV

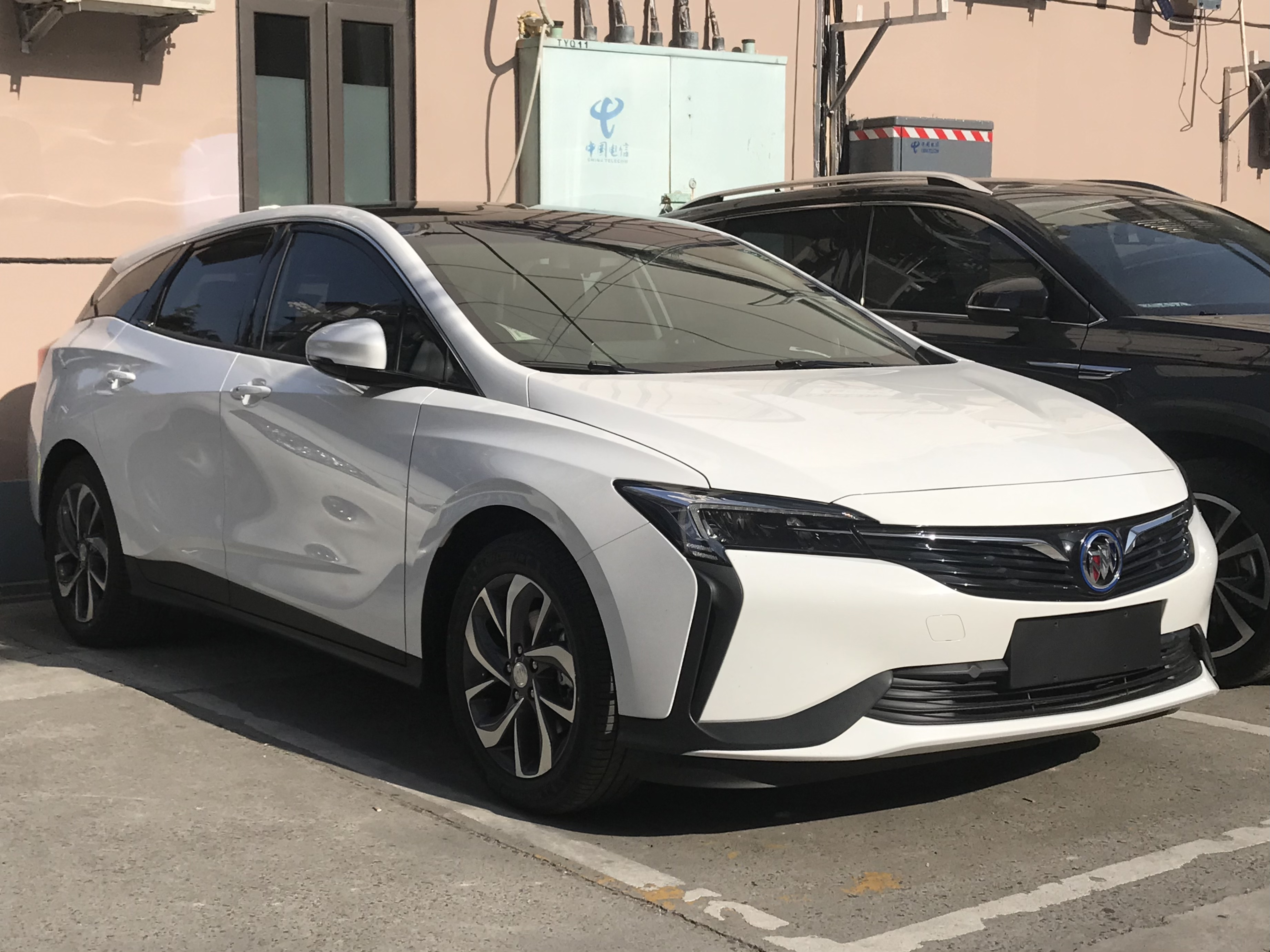
ヴェリテ6 PHEV

ヴェリテ6 PHEVは1.5L 98PS（97hp; 72kW）の内燃エンジンと電子制御可変トランスミッション (e-CVT)によって駆動される80kWh（109PS; 107hp）のモーターを搭載している。これらを組み合わせて最高出力184PS（181hp; 135kW）、最大トルク380Nm（280lb・ft）を発揮する。バッテリー容量は9.5kWhで、電気のみでの航続距離が60km、システム全体での総航続距離は780km。